# Delphinium siwanense
Delphinium siwanense är en ranunkelväxtart som beskrevs av Adrien René Franchet. Delphinium siwanense ingår i släktet storriddarsporrar, och familjen ranunkelväxter. Utöver nominatformen finns också underarten D. s. albopuberulum.